# Ariel Makowski
Ariel Makowski (ur. 2 marca 1988 w Chełmży) – polski wioślarz. Zawodnik Chełmżyńskiego Towarzystwa Wioślarskiego.

## Osiągnięcia
- Mistrzostwa Świata Juniorów – Brandenburg 2005 – czwórka podwójna – 8. miejsce[1].
- Mistrzostwa Świata Juniorów – Amsterdam 2006 – dwójka podwójna – 4. miejsce[1].
- Mistrzostwa Świata U-23 – Glasgow 2007 – czwórka podwójna – 7. miejsce[1].
- Mistrzostwa Europy – Poznań 2007 – czwórka podwójna  – 9. miejsce[1].